# Rainer Woelki
Rainer Maria Woelki, född den 18 augusti 1956 i Köln i Tyskland, är en tysk romersk-katolsk kardinal och sedan 2014 ärkebiskop av Kölns ärkestift. Han efterträdde kardinal Joachim Meisner. Dessförinnan var Woelki mellan 2011 och 2014 ärkebiskop av Berlin.
Woelki upphöjdes till kardinal 18 februari 2012 av påve Benedictus XVI.

## Biografi

### Bakgrund
Woelki föddes den 18 augusti 1956 i Köln som ett av tre barn. Han studerade teologi och filosofi vid universitetet i Bonn och Freiburg im Breisgau. Han prästvigdes den 14 juni 1985 av ärkebiskopen av Köln kardinal Joseph Höffner. Mellan 1985 och 1989 var han präst i Sankta Marias församling i Neuss. 1990 blev Woelki privatsekreterare åt ärkebiskopen av Köln. Mellan 1997 och 2011 var han direktor för Collegium Albertinum, ett boende för seminarister vid Bonns universitet.  
Han utnämndes den 24 februari 2003 till titulärbiskop av Köln av påve Johannes Paulus II. Woelki biskopsvigdes den 30 mars 2003 av Joachim Meisner.

### Ärkebiskop av Berlin
Den 2 juli 2011 utnämndes Woelki till ärkebiskop av Berlin av påve Benedictus XVI. Woelki installerades den 27 augusti 2011. Han upphöjdes till kardinal den 18 februari 2012. Han är kardinalpräst med San Giovanni Maria Vianney som titelkyrka.
Han deltog i konklaven 2013 som valde påve Franciskus.

### Ärkebiskop av Köln
Den 11 juli 2014 utnämndes Woelki till ärkebiskop av Köln och som kardinal Joachim Meisners efterträdare.
Han deltog i konklaven 2025 som valde påve Leo XIV.